# Viola Profonda
La Viola Profonda és un instrument musical de quatre cordes, que està situat en tessitura i so entre la viola i el violoncel. El seu registre i timbre és de tenor, complint en forma melòdica i harmònica un equilibri sonor més estable en el quartet de corda, és a dir completant i innovant la seva tradicional conformació. Totes les famílies dels grups instrumentals tenen el seu fonament en el cant vocal, és a dir en la seva divisió: soprano, contralt, tenor i baix, que responen a compartir l'univers tonal en quatre regions bàsiques, com són els grups de les fustes, metalls, etc., en l'orquestra simfònica.
Amb la inserció de la Viola Profonda en la família de les cordes s'aconsegueix quatre colors diferents i independents i un equilibri sonor més exacte, a causa de la seva relació d'harmònics concomitants entre els seus cossos vibrants, per la seva relació matemàtica i de grandària que guarden entre si.
| Veu      | Quartet de cordes (tradicional) | Quartet de cordes (reformat) |
| -------- | ------------------------------- | ---------------------------- |
| Soprano  | Primer violí                    | Violí                        |
| Contralt | Segon violí                     | Viola                        |
| Tenor    | Viola                           | Viola Profonda               |
| Baix     | Violoncel                       | Violoncel                    |

Així com el violoncel és la vuitena baixa de la viola, la viola profonda és la vuitena baixa del violí.
- Afinació: 
  - Sol, re, la, la meva o en Fa, do, sol, re
- Notacions possibles: 
  - En clau de sol (igual que el Violí, però sona una octava baixa).
  - En clau de do de contralt, però sona una quarta a baix (és a dir sona traslladada).
  - En clau de do de tenor (sense transposició).

Forma d'interpretació: Igual que el Violí, en l'espatlla.

## Història
La Viola Profonda ha estat concebuda, desenvolupada i anomenada pel compositor, director d'orquestra i investigador d'instruments bolivià Gerardo Yáñez. El prototipus de la patent va ser presentat en concert amb caràcter de Premier Mundial a l'Església de Sant Tomas – Leipzig, lloc on va ser per molts anys el Maestro Johann Sebastian Bach el seu director general de música.
Presentació a Oviedo, 2009.
Presentació el 14 de gener 2010 a la Filharmònica de Berlin.